# Inguar, o Viajado
Inguar ou Igor, o Viajado (em sueco:  Ingvar Vittfarne; em nórdico antigo: Yngvarr ou Yngvarr víðförli; m. 1041) foi caudilho víquingue sueco da primeira metade do século XI que liderou um ataque mal-sucedido contra a Pérsia em 1036–1041. Suas inscrições afirmam que lançou expedições contra os bárbaros sarracenos e tentou alcançar o Oriente, a Índia e estabelecer relações comerciais.
Os rus' fizeram várias campanhas na área do mar Cáspio no século X. A Saga de Inguar, o Viajado descreve a última delas, ocorrida em 1041, adicionando lenda aos fatos históricos. Inguar lançou essa expedição da Suécia, viajando do Volga à Terra dos Sarracenos (Serclândia). Enquanto estiveram lá, os viquingues aparentemente lutaram na Batalha de Sasireti travada entre o Reino da Geórgia e o Império Bizantino em 1042.
Não menos de 26 pedras rúnicas de Inguar - 24 delas perto do lago Malar da Uplândia, na Suécia - mencionam guerreiros suecos que foram com Inguar na expedição às terras sarracenas, uma expedição que provavelmente almejada reabrir rotas comerciais depois que os búlgaros do Volga e os cazares não mais ofereciam obstáculos. Uma pedra rúnica de seu irmão indica que foi a leste por ouro, mas morreu na terra sarracena.

## Etimologia
O nome Inguar, cuja variante comumente atestada nas fontes é Igor, é formado por Ing, uma variante para o nome do deus Freir, e var, que se traduz como guerreiro. Seu nome, portanto, significa "Guerreiro do deus Freir". Este Inguar é distinguido dos homônimos pelo epíteto o Viajado (em nórdico antigo: víðförli; em sueco: vittfarne).

## Vida

### Origens
Há três teorias quando a origem de Inguar. Segundo uma delas, defendida por Otto von Friesen e Elena Mel'nikova, a origem transmitida pela Saga está correta, implicando que Inguar era filho do varegue Emundo, que por sua vez era filho do chefe sueco Aqui e a filha do rei Érico, o Vitorioso (r. 970–995). Uma segunda teoria sugere que Inguar era filho de um príncipe sueco chamado Emundo, filho de Érico, o Vitorioso e irmão de Olavo, o Tesoureiro (r. 995–1022) A existência desse Emundo foi sugerida por Lauritz Weibull (1911) e J. Svennung (1966) e a teoria se fundamenta na idade das pedras rúnicas de Inguar, que segundo Elias Wessén e Sune Lindquist foram esculpidas no começo do século XI.
Segundo a terceira teoria, proposta por F. Braun, e que está baseada nas pedras rúnicas U 513, U 540, Sö 179 e Sö 279, Inguar era filho do rei Emundo, o Velho (r. 1050–1060) e neto de Olavo, o Tesoureiro. Emundo teve duas esposas, Tola e Raguenilda. A primeira poderia ser mãe do Haroldo da Sö 179, e Raguenilda teria sido mãe de Onundo, Érico, Ragnar e Haquino das runas U 513 e U 540. Onundo seria Anundo, que cresceu na Rússia de Quieve, Érico seria um dos dois pretendentes homônimos, Haquino seria Haquino, o Vermelho e Ragnar seria Inguar.
A origem de Inguar, contudo, foi debatida tão cedo quanto entre os autores das sagas, como revela o possível autor da Saga, Oddr Snorrason:
| “ | Sabemos que há alguns contadores de sagas que dizem que Inguar era filho de [rei] Anundo Filho de Olavo [m. 1060], pois acham que seria mais honrável para ele ser um filho de rei. E [dizem que] Anundo felizmente desistiria de todo seu reino se lhe fosse permitido barganhar pela vida de Inguar, pois todos os chefes da Suécia felizmente teriam-o [Inguar] como rei sobre eles. | ” |

Provável itinerário da parte final de sua expedição

### Expedição

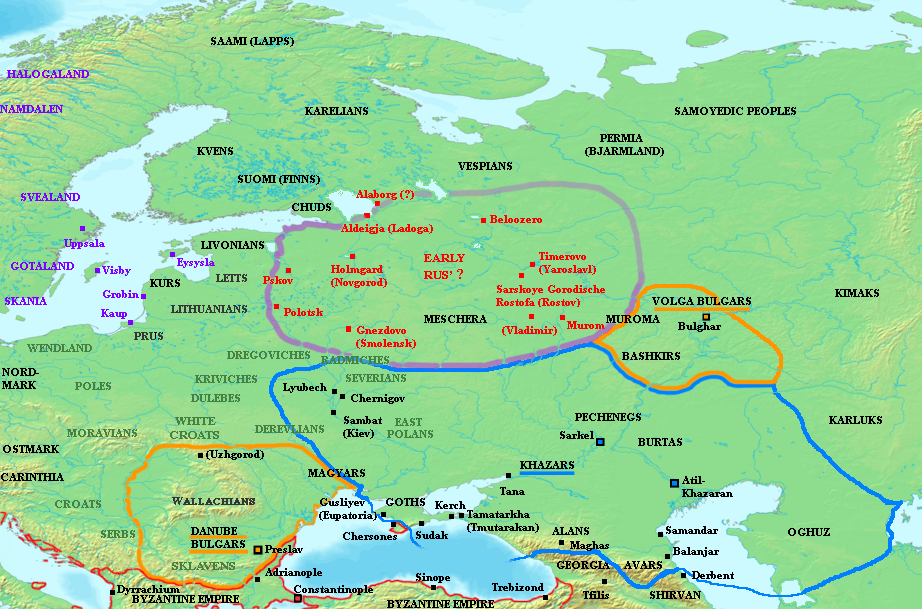
Povoamento varegue ou rus' (vermelho) e a tribos eslavas (cinza), com a influência cazar dentro do contorno azul, em meados do século IX

Inguar conduziu em 1036-1041, durante o reinado de Anundo Jacó (r. 1022–1050), uma grande expedição viquingue à Terra Sarracena (Serclândia), na região do mar Cáspio. Tal expedição provavelmente almejada reabrir rotas comerciais depois que os búlgaros do Volga e os cazares não mais ofereciam obstáculos. Uma pedra rúnica de seu irmão indica que foi a leste por ouro, mas morreu na terra sarracena. Do ponto de vista político, a expedição marca o fim da Era Viquingue na Suécia. Do ponto de vista econômico, o período ainda se estende até às primeiras décadas do século seguinte, graças ao papel da ilha da Gotlândia, no mar Báltico.
Cerca de 1036, partiu com 30 navios em direção a Oriente até chegar a Gardarícia (nome nórdico da Rússia de Quieve) para encontrar o grão-príncipe Jaroslau I (r. 1019–1054), tendo aí permanecido por três anos. Com uma grande curiosidade por saber onde o Volga acabava, levou os seus navios e uma força de uns 700 homens ao sul até chegar ao Cáspio, na região da Serclândia. Na viagem de retorno, Inguar morreu devido a uma epidemia contraída na região. Dos 30 navios, só um regressou à Suécia, 5 anos mais tarde. É possível que os viquingues, enquanto perambulavam pelo Cáucaso, tenham participado na Batalha de Sasireti travada entre o Reino da Geórgia e o Império Bizantino em 1042.